# Gare de Pont-Petit
Gare de Pont-Petit vasútállomás Franciaországban, Saint-Ouen-l’Aumône településen.

## Vasútvonalak
Az állomást az alábbi vasútvonalak érintik:
- Pierrelaye-Creil-vasútvonal

## Kapcsolódó állomások
A vasútállomáshoz az alábbi állomások vannak a legközelebb:
- Gare de Chaponval (Gare de Persan - Beaumont, Transilien H)
- Gare d’Épluches (Gare de Pontoise, Transilien H)